# Lista de bairros de Ciudad del Este
Esta é a lista dos 44 bairros da cidade paraguaia de Ciudad del Este.

Mapa de Bairros

| Bairros de Ciudad del Este | Bairros de Ciudad del Este | Bairros de Ciudad del Este | Bairros de Ciudad del Este | Bairros de Ciudad del Este | Bairros de Ciudad del Este |
| N.º                        | Barrio                     | N.º                        | Barrio                     | N.º                        | Barrio                     |
| -------------------------- | -------------------------- | -------------------------- | -------------------------- | -------------------------- | -------------------------- |
| 1                          | Montelindo                 | 16                         | Microcentro                | 31                         | 23 de Octubre              |
| 2                          | Las Palmeras               | 17                         | O'Leary                    | 32                         | San Alfredo                |
| 3                          | San Ramón                  | 18                         | San Miguel                 | 33                         | Villa Fanny                |
| 4                          | Virgen del Huerto          | 19                         | Remansito                  | 34                         | San Vicente de Paul        |
| 5                          | Villa Sofía                | 20                         | San Roque                  | 35                         | San José                   |
| 6                          | San Juan                   | 21                         | Virgen de Fátima           | 36                         | San Isidro                 |
| 7                          | Acaray                     | 22                         | Bernardino Caballero       | 37                         | Ciudad Nueva               |
| 8                          | Don Bosco                  | 23                         | Área 4                     | 38                         | Juan Pablo II              |
| 9                          | Carolina                   | 24                         | Área 3                     | 39                         | Santa Lucía                |
| 10                         | 29 de Septiembre           | 25                         | Área 8                     | 40                         | El Pinar                   |
| 11                         | La Blanca                  | 26                         | Boquerón                   | 41                         | San Francisco              |
| 12                         | María Auxiliadora          | 27                         | Área 1                     | 42                         | Yrendy                     |
| 13                         | Che La Reina               | 28                         | Defensores del Chaco       | 43                         | Villa Isabel               |
| 14                         | Pablo Rojas                | 29                         | San Lucas                  | 44                         | Zona Industrial            |
| 15                         | San Blas                   | 30                         | Santa Ana                  |                            |                            |